# منگول (بز)
منگول اولین بز تاگ‌سازی شده تراریخته حاوی ژن فاکتور ۹ انعقادی است که در صبح روز شنبه ۱۹ دی ۱۳۸۸ پژوهشکده رویان اصفهان متولد شد.

## منبع
1. ↑  «بز تراریخته حاوی ژن داروی ضدسکته در ایران به دنیا آمد». وبگاه فارس نیوز. دریافت‌شده در ۲۹ می۲۰۱۰. تاریخ وارد شده در |تاریخ بازدید= را بررسی کنید (کمک)[پیوند مرده]
2. ↑  «شنگول و منگول، دو بزغاله تراریخته به دنیا آمدند». وبگاه خبرآنلاین. دریافت‌شده در ۲۹ می۲۰۱۰. تاریخ وارد شده در |تاریخ بازدید= را بررسی کنید (کمک)